# Маклорин, Вирджиния
Вирджиния Маклорин (англ. Virginia McLaurin; 12 марта 1909, Южная Каролина — 14 ноября 2022, Олни, Мэриленд) — американский волонтёр и долгожительница, возраст которой не подтверждён Исследовательской группой геронтологии (GRG). Она стала известна после посещения Белого дома 18 февраля 2016 года, по случаю ежегодного Месяца негритянской истории, поскольку видеозапись её танца с президентом Бараком Обамой и первой леди Мишель Обамой стала популярной в социальных сетях и СМИ.

## Биография

### Ранняя жизнь
Вирджиния Маклорин родилась в Южной Каролине. В детстве она работала на полях со своими родителями, убирая кукурузу и собирая хлопок. Вирджиния выросла в эпоху законов Джима Кроу, когда расовая сегрегация процветала на всей территории Соединённых Штатов.
Вирджиния окончила лишь 3 класса и была выдана замуж в 13 лет. Вместе с мужем они переехали в Нью-Джерси во время Великой миграции. В 1939 году её муж был убит в баре во время драки. После смерти мужа Маклорин переехала в город Вашингтон, где жила её сестра.

### Последующая жизнь
Вирджиния работала швеёй, домашней прислугой для семей в Силвер-Спринг, штат Мэриленд и управляла прачечной.
С начала 1980-х годов она работала волонтёром сорок часов в неделю в Общественной чартерной школе «Roots» по программе «Foster Grandparent Program». В 2013 году она получила волонтёрскую награду за общественные работы от мэра Вашингтона Винсента Грея. В 2014 году съемочная группа обнародовала тот факт, что её квартира была заражена постельными клопами. Местная компания по борьбе с вредителями избавилась от заражения и предоставила ей бесплатную кровать.

## Встреча с Бараком Обамой

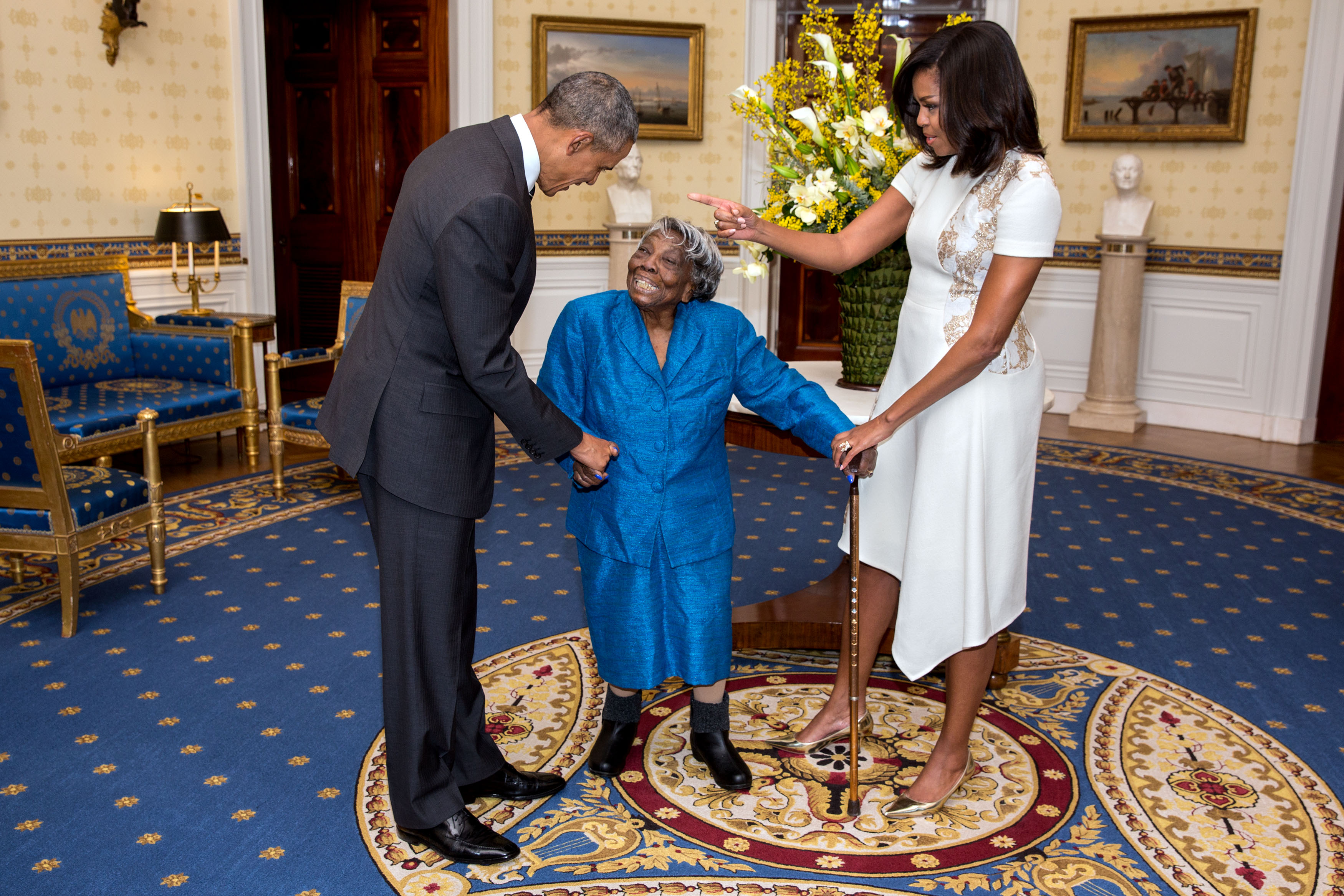
Встреча с Бараком Обамой

К концу президентского срока Обамы друзья Вирджинии Маклорин рекомендовали членам администрации Обамы дать ей встретиться с президентом из-за её обширной истории волонтёрства. В феврале 2016 года Белый дом принял Маклорин на праздновании Месяца негритянской истории. После встречи с президентом и первой леди Мишель Обамой Маклорин обняла их обоих и начала танцевать с ними. Позже она сказала в интервью, что никогда не думала, что доживёт до визита в Белый дом, а также то, что она очень счастлива от этой встречи.
Вскоре после того, как она встретилась с Мишель и Бараком Обамой, видео с её танцем с ними стало невероятно популярным. Согласно местной прессе, с тех пор её называют любимым долгожителем Округа Колумбия и бабушкой Вирджинией.
11 марта 2016 года Маклорин получила президентскую премию за волонтёрскую службу за два десятилетия служения школьникам. 27 мая 2016 года она приняла участие в бейсбольном матче «Вашингтон Нэшионалс» и получила в подарок майку на поле.

## Личная жизнь и долголетие
В марте 2019 года Маклорин исполнилось 110 лет, и она стала супердолгожителем. Ранее она отмечала свой 107-й, 108-й и 109-й дни рождения со своей любимой баскетбольной командой — «Harlem Globetrotters».
В 2016 году газета «The Washington Post» сообщила, что у Маклорин возникли проблемы с заменой давно потерянного удостоверения личности, так как у неё отсутствовало свидетельство о рождении.
Маклорин имела двух детей. По состоянию на 2016 год, её дочери было 83 года, а сын уже скончался. Несмотря на это, по оценкам Маклорин, у неё около 50 живых потомков.
Маклорин скончалась в своём доме в Олни, штат Мэриленд 14 ноября 2022 года в возрасте 113 лет.